# Arborophila diversa
Az Arborophila diversa a madarak osztályának tyúkalakúak (Galliformes) rendjébe és a fácánfélék (Phasianidae) családjába tartozó faj.

## Rendszerezése
A fajt Joseph Harvey Riley amerikai ornitológus írta le 1930-ban. Besorolása vitatott egyes szervezetek szerint a kambodzsai erdeifogoly (Arborophila cambodiana) alfaja, Arborophila cambodiana diversa néven.

## Előfordulása
Délkelet-Ázsiában, Thaiföld területén honos. A természetes élőhelye szubtrópusi vagy trópusi erdők.